# Alfred Gernoux
Alfred Francois Marie Gernoux, né à Noyal-sur-Brutz (Loire-Atlantique) en 1892, mort à Soudan (Loire-Atlantique) le 3 avril 1973, est un instituteur laïc, érudit local et homme de lettres. Son œuvre est profondément marquée par le Pays de la Mée (ou de Châteaubriant).

## Biographie
Né le 13 juin 1892 de François Gernoux (originaire de Campbon), instituteur laïc à Noyal, et de Françoise Blanchard (originaire de Soudan). A sa sortie de l'Ecole normale de Savenay, il est nommé à Pontchâteau, avant d'être mobilisé lors de la Première Guerre mondiale. Grièvement blessé à l'oeil et réformé, décoré de la médaille militaire et de la croix de guerre, le jeune instituteur est nommé avec son épouse Marthe Osmer - épousée en 1917 à Nantes, elle aussi institutrice - à Soulvache (Loire-Atlantique) où il exerce en même temps la fonction de secrétaire de mairie. Deux filles y naissent.
Curieux d'histoire, il adhère à la Société archéologique et historique de Nantes et de la Loire-Inférieure en juin 1922. En 1924, le couple est muté à Soudan, où il reste jusqu'en 1934. Fier d'être fils d'un "hussard de la République", Alfred Gernoux a évoqué les relations conflictuelles qu'il entretenait avec le curé de Soudan. Alfred Gernoux est nommé à Nantes, à l'école du Vieux Doulon en 1934. Il est mis à la retraite d'office en 1942, payant de n'avoir jamais caché ses convictions philocommunistes : il avait rédigé la plaquette de présentation pour le Congrès confédéral C.G.T. tenu à Nantes en 1938. La fin de la guerre lui rend son activité : en association avec ses élèves, il publie de petits travaux confidentiels qu'ils illustrent : Les Lutins nantais en 1945 (publication ronéotée à très petit nombre), La Guerre vue par les enfants (1939-1945) en 1947 (plaquette imprimée, hors commerce).
Tôt tenté par l'écriture, il était avant la Seconde Guerre mondiale son propre éditeur, mettant ses livres en dépôt chez l'imprimeur-libraire Lemarre, à Châteaubriant. C’est la raison sans doute pour laquelle plusieurs de ses livres ne sont pas recensés par le dépôt légal. Régis Messac signale en mai 1932 quatre titres antérieurs : la Mère de Victor Hugo, le Serment d’un Breton, la Chouannerie de 1832, les Pionniers de l’enseignement public dans l’arrondissement de Châteaubriant.
L’Académie française lui décerne le prix Calmann-Lévy en 1958 pour un ouvrage sur Nantes de jadis à nos jours qu'il a codirigé.
Alfred Gernoux, qui présida de 1963 à son décès en 1973 la Société académique de Nantes et de Loire-Atlantique, fut un des principaux rédacteurs des Annales de Nantes et du Pays nantais. Un fonds Alfred-Gernoux, conservé aux Archives départementales de la Loire-Atlantique, accueille une partie de ses papiers personnels et quelques manuscrits et tapuscrits inédits. Une rue de Soudan (Loire-Atlantique) porte son nom. Il existe également un prix Alfred-Gernoux, décerné par la Société académique en souvenir de son ancien président.
Auteur d'une étude publiée en 1931 sur la famille de la Motte-Baracé de Senonnes, et plus particulièrement sur Marie Marcoz, cette Madame de Senonnes immortalisée par Ingres (Portrait de Madame de Senonnes), il est resté surtout pour un livre sur Carrier "le Maudit", toujours commenté, dans lequel on a cru voir une tentative de réhabilitation.

## Œuvres
- La mère de Victor Hugo ; Sophie Trébuchet (1772-1821). Avant 1928 ("travail trop ignoré" selon R. Escholier : La vie glorieuse de Victor Hugo, Plon, 1928 - éd. artisanale à partir du feuilleton paru dans le Journal de Châteaubriant du 21 août 1926 au 16 avril 1927)
- La chouannerie de 1832 dans la région de Châteaubriant. Châteaubriant, Lemarre. 1929
- Les pionniers de l'enseignement public dans l'arrondissement de Châteaubriant. Lemarre. 1931
- Senonnes. Pages d'histoire attachante. La Belle Madame de Senonnes. Lemarre. 1931[9],[10]
- Au Pays de Châteaubriant. Les Delourmel de la Picardière - l'évêque Le Maistre de la Garlaye (Derval). Lemarre. 1933
- Le fils d'Yvon le Breton, et Contes du Semnon, de la Chère et du Don. Ill. J. Pohier. Lemarre. 1933
- La Sylve castelbriantaise. Lemarre. 1934
- Bonne de Kerboudel (de Bonne de Kerboudel à René de Châteaubriant). Lemarre. 1934
- Carrier le Maudit. Nantes, Imprimerie de Bretagne. 1935
- La Révolution au pays de Châteaubriant, ill. de Jac Pohier. Lemarre. 1936
- Ville de Nantes. Congrès confédéral 1938 C.G.T. Plan schématique partiel. Saint-Nazaire, Imprimerie coopérative ouvrière. (1938)
- Le Maquis de Saffré Nantes, éditions du Fleuve. 1946
- Pays nantais. La guerre vue par les enfants. Nantes, imprim. Jagueneau. 1946, 52pp & 8 planches d'ill. par les élèves
- Châteaubriant et ses martyrs. Nantes, éd. du Fleuve. 1946
  - rééd. Nantes, Ouest-Edition. 1991